# Jan Chrzciciel Scalabrini
Jan Chrzciciel Scalabrini, właśc. wł. Giovanni Battista Scalabrini (ur. 8 lipca 1839 k. Como, zm. 1 czerwca 1905 w Piacenzy) – biskup Piacenzy, apostoł katechizmu i emigrantów, święty Kościoła katolickiego.
Urodził się w małej wiosce koło Como w chrześcijańskiej rodzinie. Był trzecim z ośmiorga dzieci swoich rodziców. Ochrzczony został w Fino Mornasco. Wstąpił do seminarium diecezjalnego w Como, gdzie studiował filozofię i teologię.
Święcenia kapłańskie otrzymał w dniu 30 maja 1863 roku. Jako kapłan był profesorem i rektorem seminarium św. Abundiusza. W 1870 roku został mianowany proboszczem parafii św. Bartłomieja. W 1875 został wyświęcony na biskupa przez papieża Piusa IX i został biskupem Piacenzy 30 stycznia 1876 roku.
Pracował w czasie epidemii cholery, odwiedzał chorych i więźniów, a także pomagał ubogim.
28 listopada 1887 roku założył zgromadzenie Misjonarzy i Misjonarek św. Karola Boromeusza.
Zmarł w opinii świętości mając 65 lat.
Został beatyfikowany przez papieża Jana Pawła II w dniu 9 listopada 1997 roku.
21 maja 2022 papież Franciszek zdecydował o udzieleniu dyspensy od uznania drugiego cudu za wstawiennictwem błogosławionego i ogłosił zwołanie konsystorza, który odbył się 27 sierpnia 2022, podczas którego została ogłoszona data jego kanonizacji.
9 października 2022, podczas uroczystej mszy św. na placu świętego Piotra, papież Franciszek dokonał kanonizacji bł. Jana Chrzciciela Scalabriniego i bł. Artemide Zattiego wpisując go w poczet świętych Kościoła katolickiego.
Jego wspomnienie liturgiczne w Kościele rzymskokatolickim obchodzone jest 1 czerwca (dies natalis).